# 돌핀 테일
《돌핀 테일》(영어: Dolphin Tale)은 2011년 개봉한 미국의 가족 드라마 영화이다.
2014년 속편 《돌핀 테일 2》가 개봉하였다.

## 줄거리
아버지의 생사를 모르며 어머니와 단 둘이 살고 있는 11세 소년 ‘소여’. 내성적인 성격에 학교에서 친구들과 어울리지 못 하고, 친형 같던 유명 수영 선수 사촌 형 ‘카일’은 훈련 자금을 모으기 위해 군 입대를 하게 된다. 소여는 방과 후 우연히 게 포획망에 걸린 돌고래 ‘윈터’를 구조하게 되는데... 안락사 위기에 처한 돌고래와 교감하며 진심을 다하는 사람들의 감동 실화.

## 출연진
- 네이선 갬블 - 소여 넬슨 역
- 윈터 - 윈터 역
- 해리 코닉 주니어 - 클레이 해스킷 박사 역
- 애슐리 저드 - 로레인 넬슨 역
- 크리스 크리스토퍼슨 - 리드 해스킷 역
- 모건 프리먼
- 짐 피츠패트릭
- 코지 주얼스도프
- 레이 매키넌
- 오스틴 스토얼
- 프랜시스 스턴헤이건
- 줄리애나 하커비
- 리처드 리버티니